# Pelourinho da Póvoa de Varzim
O Pelourinho da Póvoa de Varzim localiza-se na Praça do Almada, na Póvoa de Varzim, na atual freguesia de Póvoa de Varzim, Beiriz e Argivai.
É constituído por uma coluna de pedra com a esfera armilar de D. Manuel I, assente sobre degraus. Simboliza a renovação do foral à Póvoa de Varzim, em 1514, por D. Manuel I, depois de várias reclamações dos poveiros ao rei sobre a jurisdição do mosteiro de Santa Clara, que tinha direitos sobre o concelho desde 1318. É concelho independente desde 1308. Em 1537, a Póvoa é incorporada na Coroa, anexada à comarca do Porto, conseguindo assim plena autonomia.
Está classificado como Monumento Nacional desde 1910.